# ISRIB
ISRIB (integrated stress response inhibitor) — экспериментальный препарат, который действует как мощный и селективный блокатор инициируемого фосфорилированием eIF2α (α-субъединицы фактора инициации трансляции) ответа на стресс, что предотвращает вызываемое стрессом подавление синтеза белка. Это действие он предположительно оказывает путем модуляции взаимодействия между фосфорилированным eIF2α и фактором обмена гуаниновых нуклеотидов eIF2B, что предотвращает подавление трансляции. EIF2α может быть активирован в результате фосфорилирования протеинкиназами, которые в свою очередь, активируются процессами, которые подвергают клетки стрессу, таким как вирусная инфекция, ультрафиолетовое излучение или, в случае киназы, известной как PERK (protein kinase RNA-like endoplasmic reticulum kinase) — в результате стресса, связанного с накоплением развернутых белков в эндоплазматическом ретикулуме.
Молекула, названная ISRIB, была найдена в результате проверки большой библиотеки соединений на способность ингибировать PERK, обращая вспять эффекты фосфорилирования EIF2α. Свое название она получила благодаря способности подавлять комплексную реакцию на стресс, обозначаемую термином ISR (integrated stress response).
Поскольку известно, что у мышей снижение фосфорилированного eIF2α связано с измененной синаптической пластичностью и памятью, следовало ожидать, что ISRIB будет повышать память. Тестирование ISRIB in vivo показало, что экспериментальный препарат улучшил способность мышей с травмой мозга учиться и формировать воспоминания на тестах памяти, таким образом, по-видимому, обращая вспять нарушения, вызванные черепно-мозговой травмой. Лечение ISRIB также корректирует дефицит пространственной памяти и улучшает рабочую память у старых мышей.
Одним из важных механизмов, приводящих к жесткости аорты, является кальцификация сосудов — эктопическое отложение неорганических кристаллов фосфата кальция в стенках кровеносных сосудов, что приводит к увеличению смертности от сердечно-сосудистых заболеваний и других причин в три-четыре раза.  ISRIB фосфорилируя eIF2 подавляет сигнальный путь ведущий к прогрессированию кальцификации сосудов и поэтому может стать новым средством для профилактики и лечения сосудистой кальцификации.
Поскольку ISRIB способна избирательно подавлять ингибирование трансляции, вызванное активацией интегрированного стрессового ответа (ISR), она, как выяснилось, способна ослаблять тяжесть легочного фиброза у молодых и старых мышей.
В опытах на  нематоде Caenorhabditis elegans было обнаружено что ингибирование ISR увеличивает продолжительность жизни. В связи с этим фармакологическое ингибирование ISR может быть многообещающим терапевтическим подходом к замедлению процесса старения, а сам препарат ISRIB может быть отнесен к числу геропротекторов.